# Masha "Scream" Archipova
Maria Arkhipova, em russo Мари́я Архиповой, mais conhecida como Masha Scream (Moscou), 09 de janeiro de 1983), é uma cantora russa, conhecida por seu trabalho como vocalista da banda Arkona.

## Discografia
Arkona
- 2004 – "Vozhrozhdenie"
- 2004 – "Lepta"
- 2005 – "Vo Slavu Velikim!"
- 2006 – "Zhizn Vo Slavu…" (ao vivo)
- 2007 – "Ot Serdtsa K Nebu"
- 2009 – "Noch Velesova" (ao vivo)
- 2009 - "Poem Vmeste" (compilação)
- 2009 – "Goi, Rode, Goi!"
- 2011 - "Stenka na Stenku" (EP)
- 2011 - "Slovo"

Nargathrond
- Carnal Lust and Wolfen Hunger (2000)
- ...For We Blessed This World With Plagues (2002)
- Inevitability (2004)

DVDs
- Zhizn Vo Slavu (2006)
- Noch Velesova (2009)